# الروح والجسد (كتاب)
كتاب الروح والجسد هو كتاب من تأليف الدكتور مصطفى محمود تحدث فيه عن طرفان نقيضان يتصارعان وبينهما يعيش الإنسان في كبد تحلق به الروح في علياء المعاني السامية ويقيده الجسد الفاني بأغلال محكمة من شهوات ورغبات.. هذا الصراع الذي تكلم فيه رجال الدين والفلاسفة والمفكرون والمتصوفون.. وحسمه لصالح الروح الأنبياء ومن خطا على نهجهم، ولكن ما ذا نعرف عن هذا الصراع ودواخله؟.. قد يكون الكثير وقد يكون أقل القليل، ولكننا حينما نقرأ ما كتب الدكتور مصطفى محمود عنهما، لابد وأننا نرى أشياء جديدة ونتابع القصة من زوايا مختلفة، فالدكتور «مصطفى محمود» بارع في الربط بين الواقع بتفاصيله الأرضية، والتعبد في محراب العقيدة والفلسفة وهو ما يقدمه للقارئ دون نغمة نشاز أو بتر في الأفكار وإنما يقدمه في حالة انسيابية متصلة من الكلمات والتي نجدها في هذا الكتاب تتحدث عن الصمت والروح والجسد والماء والحب والصدق والكذب والجنة والجحيم والاصنام وغير ذلك الكثير مما يدخلنا في عالم «مصطفى محمود» الفريد ويمنحنا جرعة مكثفة من الروحانيات المدعومة بحقائق الواقع والعلم.

## اقتباسات من الكتاب
- “السعادة الحقة هي حالة عميقة من حالات السكينة تقل فيها الحاجة إلى الكلام وتنعدم الرغبة في الثرثرة. هي حالة رؤية داخلية مبهجة واحساس بالصلح مع النفس والدنيا والله، واقتناع عميق بالعدالة الكامنة في الوجود كله، وقبول لجميع الآلام في رضا وابتسام”
- “اللهم اجعل مكالمتي معك وحدك، فأنت وحدك تعلم ولا تظلم ولا تتبدل عندك الأقوال والأحكام ولا تضيع عندك محبة”
- “للصمت المفعم بالشعور حكم أقوى من حكم الكلمات”
- “لابدّ من احترام المسافة التي تحفظ لكل فرد مجاله الخاص وكينونته الخاصة كإنسان مستقل له الحق في أن يطوي ضلوعه على شيء”
- “وصف القرآن العلاقة السوية بين الرجل والمرأة بأنها المودة والرحمة، ولم يسمها حبا، وجعل الحب وقفا على علاقة الإنسان بالله، لأنه وحده جامع الكمالات الجدير بالحب والتحميد، وجاءت لفظة الحب في القران عن حب الله وحب الرسول، وجاءت مرة واحدة عن حب المرأة على لسان النسوة الخاطئات حينما تكلمن عن امرأة العزيز وفتاها الذي (شغفها حبا) وهو حب رفضه يوسف واستعصم منه واستعان بربه، وآثر عليه السجن عدة سنين”
- “وللصمت المفعم بالشعور حكم أقوى من حكم الكلمات.. وله إشعاع وله قدرته الخاصة على الفعل والتأثير.. والمحب الصامت يستطيع أن ينقل لغته وحبه إلى الآخر.. إذا كان الآخر على نفس المستوى من رهافة الحس-وإذا كان هو الآخر قادراً على السمع بلا أذن والكلام بلا نطق”
- “اللهم اجعل لي صمت الجبل يحمل في أحشائه البركان وهو صامت.. ويحمل في باطنه الزلزال وهو هادئ، ويحمل في جوفه الذهب والبلاتين والماس ويبدو متواضعاً بفرش نفسه للفقراء والبسطاء. اللهم اجعل مكالماتي معك وحدك، فأنت وحدك الذي تعلم ولا تظلم ولا تتبدل عندك الأقوال والأحكام، ولا تضيع عندك محبّة”
- “الله لا يتركنا ندعي أي شيء إلا ويمتحننا فيه... بأن يضعنا امام مخاطر الكلمة ومخاطر التبعة.. فيطالبنا بثمن الصدق ان كنا صادقين.. والله يمتحننا في ظاهرنا وباطننا ويمتحن جواهرنا وقلوبنا وأفعالنا”
- “بل تكاد تكون قاعدة أن القلب لا يصحو إلا بالألم... والنفس لا تشف وترهف إلا بالمعاناة”
- “قد رأى المبصرون بعيون طه حسين مالم يروا بعيونهم”
- “لماذا نسلّم أنفسنا للعادة والآلية والروتين المكرور وننسى أننا أحرار فعلا!”
- “.. وكل تعارف بين اثنين يتضمن قبول مخاطر، وعلى من يرفض المخاطرأن يغلق عليه بابه ولا يدعى صداقة بأحد”
- “فالجسد هو الضد الذي تؤكد الروح وجودها بقمعه وكبحه وردعه والتسلق عليه”
- “البيوت السعيدة لا صوت لها !!!”
- “إن السعادة في معناها الوحيد الممكن هي الصلح بين الظاهر والباطن بين الإنسان ونفسه وبين الإنسان والآخريين وبين الإنسان وبين الله فينسكب كل منهما في الآخر كأنهما وحدة ويصبح الفرد منا وكأنه الكل.. وكأنما الطيور تغنى له وتتكلم لغته.”
- “انما يظهر الإنسان ع حقيقته إذا حرم مما يحب.. إذا حمل ما يكره.. فهنا تتفاضل النفوس فهناك نفس تحمد وتشكر ولا تعترض وتفوض الامر الي الله عز وجل.. وهناك نفس تعاتب ربها وتحتج !! .. وهناك نفس تتعجل فتسرق وتقتل وتعتدي لتصلح حالها وتنهي حرمانها”
- “والحقيقة أن الحروف تحجب ولا تكشف.. وتضلل ولا تدلل.. وتشوه ولا توضح.. وهي أدوات التباس أكثر منها أدوات تحديد”
- “وحفظ المسافة في العلاقات الإنسانية مثل حفظ المسافة بين العربات أثناء السير، فهي الوقاية الضرورية من المصادمات المُهلكة. وما يتصوره البعض اندماجاً يولد فيه الحبيبان هو في واقع الأمر تصادم مهلك يهلك فيه الاثنان، فلا يمكن أن يصبح الاثنان واحداً إلا بعمليات بتر وتمزيق وزرع أعضاء.. وتكون النتيجة أن يرفض كل جسم العضو المزروع ويموت الاثنان”
- “نعم إن الأمر صدق وحق.. ولا شيء يستحق البكاء من الإنسان أكثر من خطيئته ولا شيء يستحق أن يتمزق له القلب أكثر من أن يخطئ وهو يعلم أنه يخطئ ويتردى وهو يعلم أنه يتردى، إنه لأفضل له أن يتمزق ألف قطعة كل قطعة تتألم وتتعذب ولا يرتكب الخطأ ولو علمنا لما طلبنا من الله ساعة السجود إلا طلباً واحداً.. ألا تخطئ”
- “والإنسان السوي في حاجة دائماً إلى لحظات انفراد مع نفسه وخلوة مع فكره، وهي لحظات عزيزة لديه لا يحب أن يقتحمها عليه أحد. ص65”
- “- هل يتنافى حب الله مع حب الناس؟ - بل هو يدعو إلى حب الناس ولكن بلا غلّ وبلا قيود وبلا عبودية جب المودة والرحمة لأسعار الغرام وضرام الشهوات”
- “و إدمان التأمل يُورث الرجفة في القلب”

## وصلات خارجية
- فيديو حلقات الدكتور مصطفى محمود.
- مدونة الدكتور مصطفى محمود.
- «كان نائماً في سكينة تامة لم يستيقظ منها»: ابنة مصطفى محمود لـ«العربية.نت»: العالم الكبير رحل في هدوء، العربية نت، 31 أكتوبر 2009.
- صفحة مصطفى محمود على موقع أبجد
- صفحة اقتباسات مصطفى محمود على موقع أبجد
- صفحة باسم الدكتور رائعة على الفيس بوك
- الفيلم الوثائقي العالم والايمان على اليوتيوب
- محمود تحميل كتب الدكتور مصطفى محمود كاملة pdf